# Synagogue de Kutná Hora
 (septembre 2021).

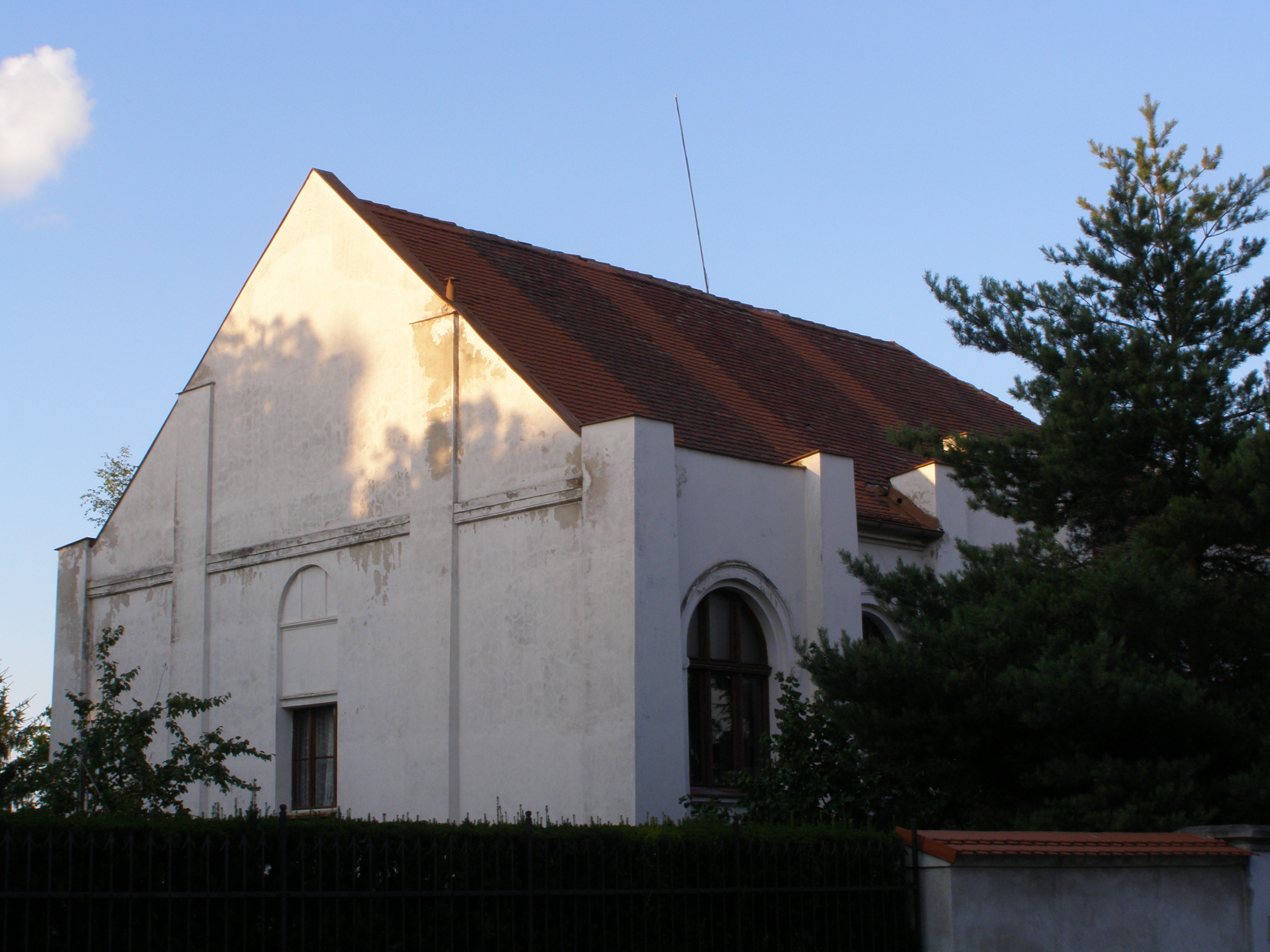
Synagogue de Kutná Hora

La synagogue de Kutná Hora (en allemand Kuttenberg), une ville tchèque de Bohême centrale, a été construite en 1902. La synagogue abandonnée est un monument culturel protégé depuis 2015 .
La synagogue Art Nouveau a été construite selon les plans de l'architecte Bohuslav Moravec. En 2008, un mémorial de l'Holocauste de l'artiste Aleš Veselý a été érigé devant la synagogue. Le bâtiment est maintenant utilisé comme lieu de culte pour l'église hussite.

## Littérature
- Klaus-Dieter Alicke : Lexique des communautés juives de l'espace germanophone. Tome 2 : Großbock - Ochtendung. Gütersloher Verlagshaus, Gütersloh 2008,  (ISBN 978-3-579-08078-9) ( version en ligne ).

## Liens web
- Description (anglais, consulté le 3. mars 2016)